# Gernot Langes Stadion
Gernot Langes Stadion – stadion piłkarski w Wattens, w Austrii. Został otwarty 16 czerwca 1959 roku. Może pomieścić 5023 widzów. Swoje spotkania rozgrywają na nim piłkarze klubu WSG Wattens. Do 2013 roku obiekt nosił nazwę Alpenstadion, w 70. urodziny długoletniego prezydenta klubu, Gernota Langes-Swarovskiego został nazwany jego imieniem. 25 maja 2010 roku na stadionie odbył się towarzyski mecz reprezentacji piłkarskich Nigerii i Arabii Saudyjskiej (0:0), a 29 maja 2018 roku na obiekcie, również towarzysko zmierzyły się kadry narodowe Armenii i Malty (1:1).